# Fumetto di fantascienza

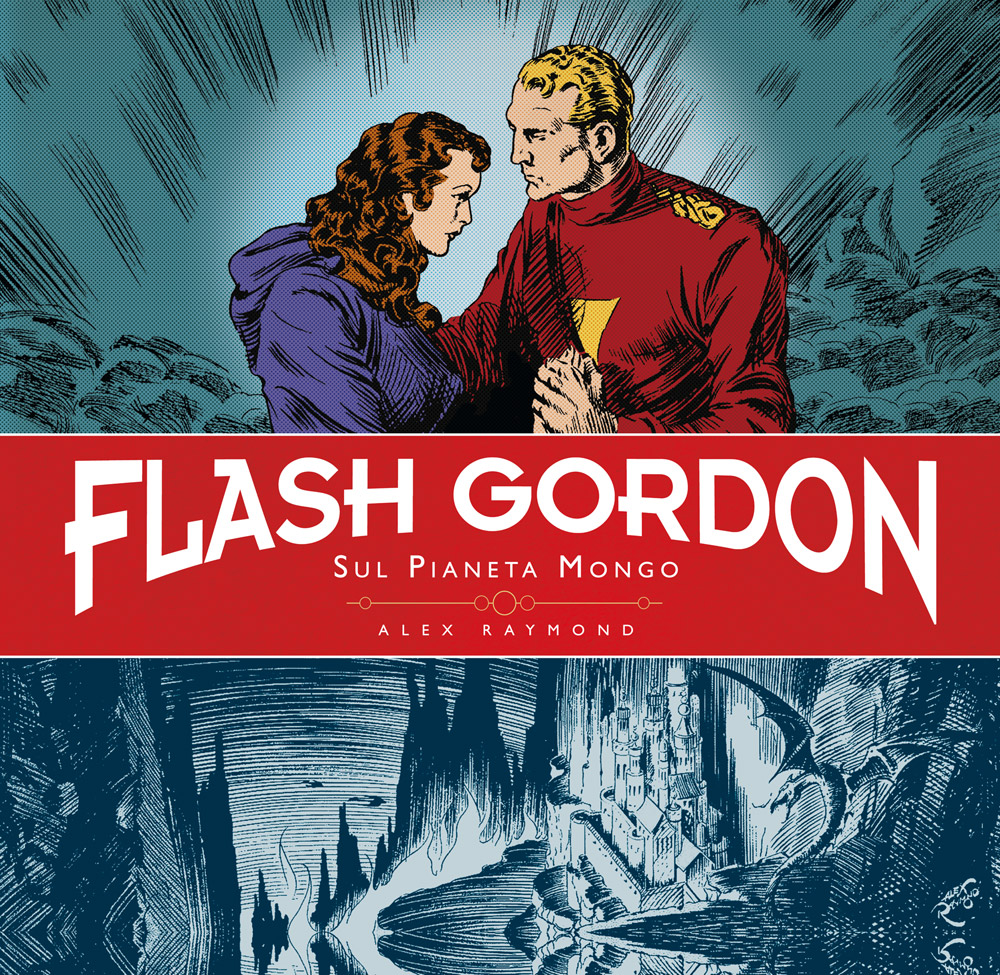
Flash Gordon nella copertina di una ristampa italiana delle sue avventure.

Il fumetto di fantascienza è un particolare genere di fumetto ispirato dal genere letterario omonimo. Esorditi come strisce giornaliere nei quotidiani statunitensi, prima in forma satirica all'inizio del secolo, poi nella più nota forma avventurosa dagli anni trenta, i fumetti fantascientifici si sono diffusi in tutto il mondo e hanno i loro principali editori negli Stati Uniti d'America e in Giappone.

## Storia

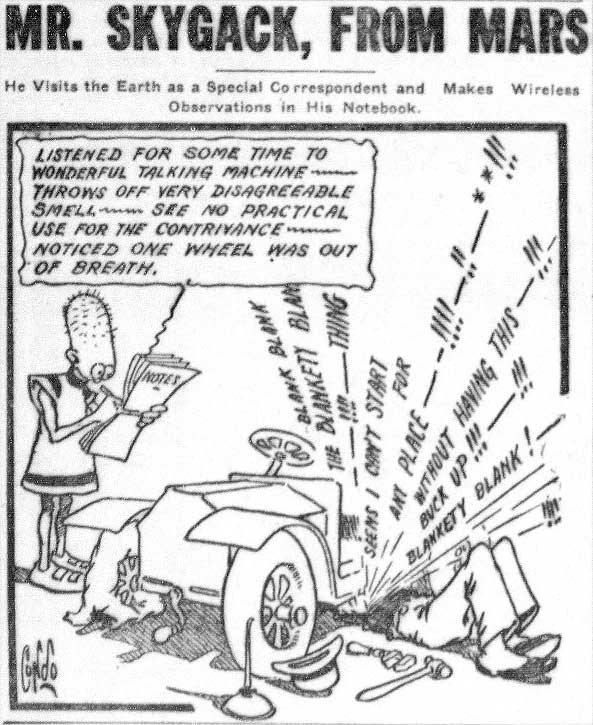
Il fumetto umoristico satirico Mr. Skygack, from Mars, 1907, il secondo di tema fantascientifico.

I primi esempi di fumetto di tema fantascientifico compaiono nei primi anni del XX secolo sui giornali statunitensi. Si tratta di vignette satiriche umoristiche: i Marsoozalums (1901) e Mr. Skygack, from Mars (1907) del cartoonist A.D. Condo, pubblicato nel Chicago Day Book, un giornale gratuito distribuito ai lavoratori a Chicago fino al 1917, in circa 400 strisce e singole vignette. Questi fumetti utilizzano il punto di vista dell'alieno giunto sulla Terra da Marte - allora la sede più popolare per la possibile vita extraterrestre - per commentare e criticare le norme sociali.
Il successo del genere fantascientifico avventuroso nello spazio ha invece inizio nei fumetti alcuni anni dopo nel 1929 con le strisce di Buck Rogers (apparso l'anno precedente nelle rivista pulp), poi nel 1934 con le strisce di Flash Gordon di Alex Raymond. A Buck Rogers è stato riconosciuto di avere introdotto nei media popolari il concetto di esplorazione dello spazio, seguendo le orme di pionieri letterari quali Jules Verne, H.G. Wells ed Edgar Rice Burroughs. Le orme di Buck Rogers e Flash Gordon verranno seguite da molti altri eroi spaziali, come Dan Dare (1950).
Nel frattempo, nel 1938, appare Superman, il più celebre extraterrestre protagonista di un fumetto. Da allora molti fumetti fantascientifici sono uniti al tema del supereroe.
Negli anni cinquanta, EC Comics raggiunge un'elevata popolarità grazie a questo tipo di prodotto, ma rischia di fallire a causa della crescente opposizione dei genitori ai fumetti, iniziata dal libro di Fredric Wertham Seduction of the Innocent. Nonostante le proteste, i fumetti di fantascienza continuano a essere pubblicati negli Stati Uniti nel corso degli anni sessanta, rivolti principalmente a bambini e adolescenti. Si torna a produrre fumetti per adulti solo alla fine del decennio.
La prima storia francese a introdurre il tema della fantascienza è Zig et Puce au XXIème Siècle nel 1935, destinata a un pubblico di adolescenti. Il primo fumetto francese fantascientifico per adulti è invece Futuropolis nel 1937-1938, e il suo seguito Electropolis nel 1940. Quando le forze d'occupazione naziste impediscono l'importazione in Francia dei fumetti di Flash Gordon, viene creato Le Rayon U come rimpiazzo. Altri fumetti francesi di fantascienza che iniziarono nel 1943 sono Otomox e L'Épervier Bleu.

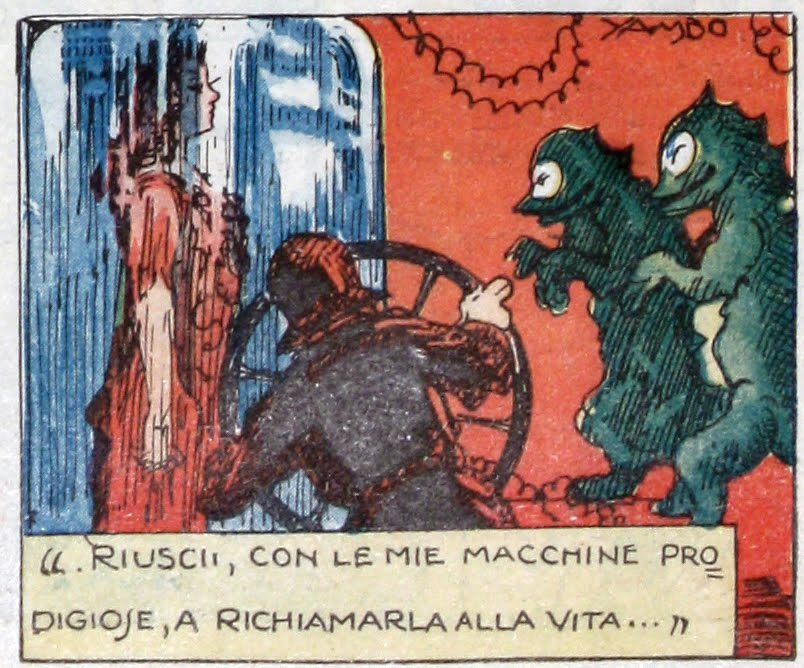
Una vignetta del fumetto di Yambo Gli uomini verdi del 1935 (tratta dal suo romanzo Atlantide del 1901), una delle primissime storie fantascientifiche del fumetto italiano.

In ambito italiano - dove Flash Gordon fin dal 1934 aveva riscosso grande successo - le prime serie a fumetti di fantascienza appaiono nel 1935 sul periodico Topolino: Gli uomini verdi di Yambo, che risente dell'influsso del Verne di Ventimila leghe sotto i mari, e S.K.1 di Guido Moroni Celsi, per molti versi simile a Flash Gordon. Yambo pubblica nel 1935 anche Robottino, omino d'acciaio e nel 1936 I pionieri dello spazio. Tuttavia tra le prime serie quella rimasta più nota è del 1936, Saturno contro la Terra su soggetto di Cesare Zavattini, testi di Federico Pedrocchi e disegni di Giovanni Scolari, pubblicata inizialmente su I tre porcellini e quindi in varie altre testate di Mondadori fino al 1946; pur avendo vita breve (7 episodi) è il primo a essere esportato negli Stati Uniti (nel 1940, in Future Comics).
Nel 1939 esordisce sulle pagine dell'Audace Virus, il mago della foresta morta, ideato da Federico Pedrocchi e Walter Molino, che ha per protagonista uno scienziato pazzo intenzionato a conquistare il mondo avvalendosi delle sue futuristiche invenzioni, tra cui il teletrasporto. Gli stessi autori di Saturno contro la Terra si ritrovano nel 1947 con Un uomo contro il mondo, pubblicato su Topolino su soggetto di Cesare Zavattini, testi di Federico Pedrocchi e disegni di Giovanni Scolari. Si tratta del primo fumetto ufficialmente firmato da Zavattini, autore di numerose storie di questo genere.
Anche i manga giapponesi mostrano molto presto elementi fantascientifici. Negli anni cinquanta, Astro Boy (1952) di Osamu Tezuka è uno dei primi manga di fantascienza. Nei decenni successivi, altri mangaka si dedicano al genere, come Leiji Matsumoto (Galaxy Express 999), Katsuhiro Ōtomo (Akira) e Masamune Shirow (Appleseed e Ghost in the Shell).
Nel Regno Unito, la pubblicazione di Eagle fa da volano per il lancio di Dan Dare nel 1950. Negli anni sessanta è la volta di The Trigan Empire e Storm di Don Lawrence, mentre il decennio successivo vede la nascita di 2000 AD e l'introduzione del personaggio del Giudice Dredd. Il suo successo porta alla creazione di molte imitazioni come Tornado, Starlord e Crisis, nessuno dei quali dura più di pochi anni. Un altro esempio è il fumetto polacco Funky Koval.
In Italia esce Nathan Never della Bonelli.
Con l'avvento di Internet, molti fumetti di fantascienza vengono pubblicati per la prima volta online. Tra questi rientrano Polymer City Chronicles del 1994, Schlock Mercenary e Starslip Crisis.

## Autori celebri

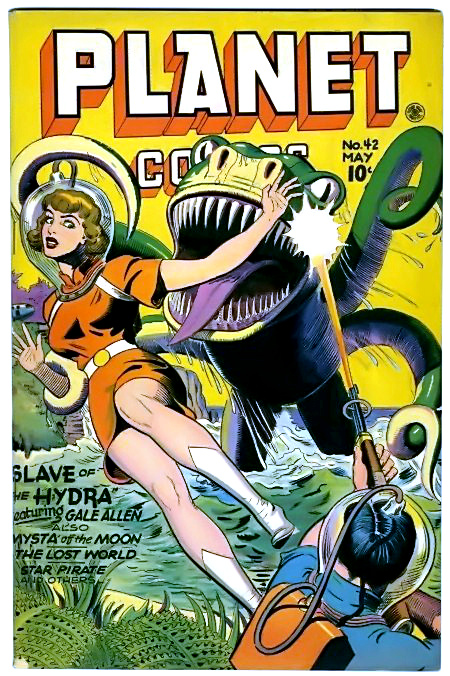
Copertina della rivista a fumetti Planet Comics n. 42 (maggio 1946), disegnata da Joe Doolin

- Dan Barry
- Enki Bilal
- Roberto Bonadimani
- Pierre Christin
- Philippe Druillet
- Warren Ellis
- Juan Giménez
- Jean-Claude Mézières
- Moebius
- Joe Orlando
- Luiz Eduardo de Oliveira
- Katsuhiro Ōtomo
- Alex Raymond
- Masamune Shirow
- Jim Starlin
- Al Williamson
- Wallace Wood